# Paraneuretus dubovikoffi
Paraneuretus dubovikoffi (лат.) — ископаемый вид мелких муравьёв рода Paraneuretus длиной около 6 мм. Эоценовые отложения, Большая Светловодная (Россия, Приморский край). Название дано в честь российского мирмеколога Дмитрия Дубовикова.

## Описание
Отпечатки обнаружены в эоценовых отложениях в месторождении Большая Светловодная (Биамо, Россия, Приморский край). Длина тела рабочих около 6 мм (самка до 18 мм). Голова с округлыми затылочными углами. Скапус усиков длинный, выходит за пределы затылочного края. Передний край клипеуса прямой. Мандибулы крупные, треугольные. Глаза мелкие, овальные. Стебелёк одночлениковый (петиоль). Вид был впервые описан в 2015 году российскими энтомологами Геннадием Михайловичем Длусским (1937—2014), Александром Павловичем Расницыным и К. С. Перфильевой по голотипу PIN 3429/1155 (рабочий) и паратипу PIN 3429/1145 (самка). Они найдены в местонахождении Большая Светловодная (старое название Биамо) в светловодненской впадине Дальнего Востока России (Пожарский район Приморского края, 46ºN, 138ºE).